# Rodolphe VI de Bade
Rodolphe VI de Bade (Rudolf VI von Baden), décédé le 21 mars 1372, fut margrave de Bade et comte d'Eberstein de 1353 à 1372.

## Famille
Fils de Frédéric III de Bade et de Marguerite de Bade.
Rodolphe VI de Bade épouse en 1356 Mathilde de Sponheim (morte en 1410), (fille de Jean II de Sponheim- Starkenbourg).Trois enfants sont nés de cette union :
- Bernard Ier de Bade, margrave de Bade ;
- Rodolphe VII de Bade, margrave de Bade-Bade de 1372 à 1391 ;
- Mathilde de Bade (morte en 1425), en 1376 elle épousa le comte Henri d'Henneberg-Schleusingen (mort en 1405).

## Biographie
Rodolphe VI de Bade appartint à la première branche de la Maison de Bade, elle-même issue de la première branche de la maison de Zähringen.

## Sources
- Anthony Stokvis, Manuel d'histoire, de généalogie et de chronologie de tous les États du globe,depuis les temps les plus reculés jusqu'à nos jours, préf. H. F. Wijnman, Israël, 1966, Chapitre VIII. « Généalogie de la Maison de Bade, I. »  tableau généalogique no 105.
- Jiří Louda & Michael Maclagan, Les Dynasties d'Europe, Bordas, Paris 1981  (ISBN 2040128735) « Bade Aperçu général  », Tableau 106 & p. 210.